# Tecnoètica
La tecnoètica o ètica de la tecnologia és un àmbit de l'ètica aplicada que estudia les qüestions ètiques específiques de l'era de la tecnologia i especialment aborda la prolemàtica que es produeix en la transició a una societat en què els ordinadors personals i els dispositius informàtics permeten la transferència ràpida i senzilla d'informació. En tant que disciplina filosòfica reflexiona sobre la valoració moral dels fins i usos de la tècnica i la ciència. La ciència pura és, o ha de ser neutral; en canvi, la tecnologia, com aplicació que és dels coneixements científics, pot ser utilitzada amb finalitats contràries als interessos de la Humanitat. D'aquí la necessitat de la tecnoètica. La tecnoètica ha estat una preocupació de filòsofs com Hans Jonas, que s'ha preocupat per com l'ús inadequat de la tecnologia por generar conseqüències no desitjades. Aquest camp de l'ètica és molt present en els estudis de Carl Mitcham i Mario Bunge a nivell espanyol, també ha estat molt relacionada amb la bioètica.
Podem considerar com a tecnoètica un mitjà de protecció per la tecnologia envers la mala utilització d'aquesta, per d'aquesta manera poder garantir un ús que beneficiï a la societat. Degut al creixement exponencial de la interacció entre les tecnologies i la societat en àmbits com la política o l'educació, és necessària una guia que limiti les pràctiques humanes.

## Història
Tot i que es pot pensar que l'origen de la tecnoètica va lligat amb l'origen d'Internet, no hem d'oblidar els precedents que han lligat la tecnologia a la societat fins a un punt perillós. Això ho podem situar amb el desenvolupament de la primera bomba atòmica, una situació que va generar una desproporció entre el poder que oferia la tecnologia a l'home i el poc control que la societat podia exercir.
Seguidament, podem destacar la creació de la primera computadora l'any 1946, ENIAC, una creació que va generar una relació d'interacció entre la societat, la tecnologia i la informació. Així com la bioètica s'ha convertit en una manera de veure l'ètica des del punt de vista de la vida, la tecnoètica consisteix en veure l'ètica a través de la tecnologia que ens envolta com a humans. Alguns exemples de l'aplicació d'aquesta tecnoètica és la reflexió ètica sobre els drets animals (polèmica d'experimentació animal a laboratoris).

## Tecnoètica i societat
Actualment podem anomenar la nostra societat com a "societat de la informació", això significa que no només depenem de recursos materials sinó que hem incorporat un recurs intangible: la informació. Aquesta no és un recurs natural sinó que és tecnològic. És a causa que vivim en una societat de la informació que ha sorgit la tecnoètica. Tot i que l'home sempre ha produït tècnicament (estris, pintures, eines artesanals…), avui en dia estem immersos en una xarxa de relacions tècniques que no sempre satisfan els desitjos de les persones. La pròpia tecnologia esdevé autònoma, és independent a l'usuari que conviu amb ella, i això provoca un descontrol sobre la previsió del futur en la societat relacionada amb la tecnologia.

## Eixos principals
- Està basada en la reflexió sobre la tecnologia
- Es planteja bàsicament en societats on sector terciari és predominant
- Analitza les relacions entre els llenguatges naturals i els signes més que amb les pròpies coses i, especialment, les condicions de neutralitat dels algoritmes.
- Estudia la incidència de la globalització sobre els usos de les tecnologies.
- Es preocupa de qüestions com la relació entre les llibertats personals i la tecnologia i especialment la protecció de dades, la circulació de notícies falses i la transparència de les xarxes socials.
- Debat les conseqüències del biaixos en els algoritmes que poden implicar disciminacions a diversos col·lectius.
- Planteja la qüestió dels drets digitals, la seguretat i la responsabilitat social de les tecnologies.
- Qüestiona temes com ara la relació entre tecnologies i medi ambient, la millora humana mitjançant l'ús de l'enginyeria genètica, la sobreautomatització amb relació a la qualitat de vida, el principi de precaució i la seguretat a les xarxes.

## Mites relacionats amb la tecnoètica
Segons el filòsof Ramón Alcoberro, podem exemplificar la tecnoètica mitjançant la mitologia clàssica, mites que presenten avisos sobre el perill que suposa una ètica sense control de la moral.
Aquests mites són els següents:
- Prometeu: representa la voluntat d'anar més enllà dels límits per millorar les condicions dels humans, es veu exemplificat amb el robatori del foc als Déus.
- Èdip: representa l'actitud d'investigació que posseeixen els humans, de resoldre qüestions de manera correcta. Ho podem veure exemplificat amb la pregunta que apareix al mite (quin és l'animal que de petit va a quatre grapes, de gran a dues i de vell a tres?).
- Gòlem: simbolitza el treball brut sota el domini d'un altre, és una criatura demoníaca posada sota el poder dels humans i proposa la pregunta de si fem un bon ús o no de la tècnica.
- Aprenent de bruixot: és una representació del perill que pot provocar el poder sense control, de la mateixa manera que l'aprenent realitza un encanteri durant l'absència del bruixot i acaba morint pel seu desconeixement.

## Política dels artefactes
Avui en dia cal tenir en compte que tots els objectes comporten una sèrie de valors que va adquirint durant el procés de creació, com per exemple en quines condicions va ser creat, si la matèria primera que el conforma va ser adquirida legalment, com el va adquirir el consumidor i quin ús en fa d'aquest. Fins i tot després de ser utilitzat pot seguir adquirint valors, com per exemple si és reciclat o no. D'aquesta manera el producte adquireix una càrrega social i política mitjançant la cooperació, la comoditat, l'explotació, entre d'altres.
A l'article "Tenen política els artefactes?" de Langdon Winner, s'afirma que tots els artefactes tenen una política que afecta la societat perquè generen sistemes que permeten l'evolució de la societat com a tecnosfera. En aquest article també es parla de com s'ha d'analitzar el context social i polític d'un lloc per tal d'instal·lar una tecnologia, així poder preveure quins beneficis oferirà a la societat a llarg termini. Un exemple que exposa Winner són els ponts de Long Island construïts per Robert Moses, ponts molt baixos que afavoreixen a la classe mitjana i alta que disposa de vehicles però que per altra banda suposa un inconvenient per els usuaris del transport públic.

## Ètica i Internet
La vida moderna ha sigut revolucionada amb l'arribada d'Internet, que ha modificat les conductes humanes, els raonaments i la manera de cercar i trobar informació. Ens trobem en un context on la informació és molt abundant, consumim un nivell d'informació que és impossible de digerir i assimilar de manera correcta. Això provoca una addicció a internet, fent que no siguem conscients del temps que passem connectats a Internet i deixant de banda les relacions interpersonals amb les altres persones presents físicament. Vivim en un món on el volum d'informació suposa la presa de decisions i actuacions que repercuteixen directament sobre la societat, els drets i llibertats, per això no es pot excloure del context ètic i moral.
Un avantatge d'Internet és l'ajuda que suposa a l'hora de reduir els crims gràcies al rastreig que permet la xarxa, però a la vegada també ha suposat la creació de cibercrims, que es troben en una escala superior a la qual els organismes governamentals no poden accedir.
La infoètica és l'encarregada d'investigar els temes ètics que sorgeixen del desenvolupament i l'aplicació de les tecnologies informàtiques a la societat.

## L'ètica del disseny en la tecnologia (Ethics by Design)
Actualment la comunitat científica està fortament interessada en la intel·ligència artificial (IA) i el desenvolupament de programes i agents autònoms; tanmateix, aquests són sovint propensos al biaix, a una àmplia explotació de les dades personals i a la seva utilització de manera no adient. És per això que aquesta comunitat, així com molts governs nacionals, estan actualment cercant mètodes de regulació de la IA. Aquests poden ser aplicats a partir de la legislació i les normes, o de l'anomenada "ètica del disseny" o "Ethics by Design".
Així doncs, l'"ètica del disseny" defensa la dotació als agents autònoms de sistemes i algoritmes capaços de raonar sobre aspectes ètics; així com l'establiment de mètodes, eines i formalismes per garantir que el comportament d'aquests es mantingui dins uns límits morals fixats. Tanmateix i, com es comenta a l'article Ethics by Design: necessity or curse?, en aquest context sorgeixen moltes preguntes: com i fins a quin punt els agents poden entendre la realitat social en què actuen i les altres intel·ligències, com l'animal i la humana, amb les quals conviuen? Quines són les preocupacions ètiques de les noves societats emergents i com es pot assegurar que aquestes es mantinguin en les interaccions i decisions dels agents autònoms? Però, en general, la pregunta central és: es pot i s'hauria de construir agents èticament conscients?
Aquestes qüestions ètiques, legals i socials (ELSA (ethical, legal and social aspects) plantejades sobre la intel·ligència artificial, robòtica i els sistemes autònoms, han generat recentment un fort interès a la comunitat desenvolupadora d'aquestes tecnologies. Els ELSA plantegen temes que poden comportar problemàtiques ètiques en un futur, i per tant, són una font de la qual beuen els planteigs i interrogacions del "Ethics by Design". Es qüestionen sobre el futur de l'ocupació, la privadesa i protecció de dades, la vigilància, la interacció amb persones vulnerables, la dignitat humana, la presa de decisions autònomes, la responsabilitat moral i legal dels robots, la imitació d'éssers vius i humans, l'estat dels robots a la societat, etc.
"L'ètica del disseny" requereix doncs un canvi de mentalitat dels investigadors i desenvolupadors de la IA. D'aquesta manera es vol establir com a objectiu principal, garantir la confiança a l'usuari; en lloc d'intentar millorar el rendiment, portant a algorismes eficients però molt opacs. Així doncs, des de diversos sectors, es considera que la prioritat en el desenrotllament de la IA, ha de ser el desenvolupament de mètodes que permetin inspeccionar els algoritmes i els seus resultats i, qüestionar el seus sistemes de raonament. A més a més, que els valors humans esdevinguin el nucli dels sistemes d'intel·ligència artificial, requereix que es garanteixin mecanismes transparents amb la gestió i procedència de les dades, permetent així la investigació dels algoritmes i de la seva orientació en la presa de decisions. D'aquesta manera es vol aconseguir que la IA esdevingui un servei de bé social.
Tanmateix, tot i els beneficis que pot aportar l'"ètica del disseny" a la intel·ligència artificial, es plantegen moltes preguntes al voltant de la viabilitat i alhora conveniència de què aquests agents prenguin accions ètiques de manera autònoma. Ja que, a diferència dels humans, les màquines presenten uns mecanismes per prendre decisions que manquen de capacitat d'anàlisi de la situació cas per cas. Tampoc conceben la idea de benestar humà o dignitat, claus en la presa de decisions ètiques humanes. Aquestes carències porten a iniciar debats com el de la responsabilitat de la intel·ligència artificial. Així com en els humans, aquest concepte va molt lligat amb la idea de càstig o sanció; als agents autònoms o robots no se'ls pot multar o condemnar; no obstant això, les seves errades poden comportar conseqüències greus en la societat. És per això, que es reclama la transferència d'aquest compromís a col·lectius socials, com són als mateixos desenvolupadors i programadors, però també a totes les parts interessades i que en fan ús. Així doncs, l'ètica del disseny segueix esdevenint una peça fundamental en el desenvolupament d'aquestes noves tecnologies, per tal de determinar aquells límits morals que més convenen a la societat i establir una IA beneficiària per a tothom.